# Elysian Airlines
Elysian Airlines es una aerolínea con base en Yaundé, Camerún, con un buen número de operaciones en el Aeropuerto Spriggs Payne en Monrovia, Liberia, y Conakri, Guinea. Según la página web de la aerolínea, fue fundada en enero de 2006 como una compañía pública, con el 51% de las acciones en manos de un consorcio camerunés y las restantes pertenecen a un grupo británico/Sudafricano. La compañía comenzó con una red doméstica en Camerún, pero amplió sus rutas rápidamente desde ese momento. En noviembre de 2008, la aerolínea ofrecía una importante red de rutas internacionales a lo largo del oeste de África, así como vuelos de cabotaje en diversos países. La aerolínea también ofrece vuelos chárter.

## Destinos
- Camerún (Douala, Garoua, Maroua, Ngaoundéré, Yaundé)
- Costa de Marfil (Abiyán)
- Gambia (Banjul)
- Guinea (Conakri, Kankan, Kissidougou, Labé, Nzérékoré, Siguiri)
- Liberia (Greenville, Harper, Monrovia (Spriggs Payne), Zwedru)
- Senegal (Dakar)
- Sierra Leona (Bo, Freetown, Hastings, Kenema, Makeni)

## Flota
La flota de Elysian Airlines incluye las siguientes aeronaves (a 15 de noviembre de 2009):
- 1 Embraer EMB 120 Brasilia (que es operado por Naturelink Aviation)